# Guido Crainz
Guido Crainz (Udine, 19 luglio 1947) è uno storico italiano.

## Biografia
Crainz è docente di storia contemporanea nella facoltà di scienze della comunicazione dell'Università di Teramo, dove nel 2004 ha fondato, divenendone anche primo direttore, l'Archivio audiovisivo della memoria abruzzese.
Collabora con il quotidiano La Repubblica e il magazine di Rai Storia Italia in 4D.

### Attività politica
Crainz è stato militante di Lotta Continua. 
Nel 2016 ha militato a favore del Sì al referendum costituzionale.

## Opere
- Padania. Il mondo dei braccianti dalla fine dell'Ottocento alla fuga dalle campagne, Roma, Donzelli, 1994, ISBN 88-7989-045-X; 2007, ISBN 88-6036-143-5. (Premio Walter Tobagi e Premio della Società italiana per lo studio della storica contemporanea – Sissco)
- Storia del miracolo italiano. Culture, identità, trasformazioni fra anni Cinquanta e Sessanta, Roma, Donzelli, 1996, ISBN 88-7989-309-2; 2003, ISBN 88-7989-815-9; 2005. ISBN 88-7989-945-7.
- L'Italia repubblicana, Firenze, Giunti, 2000, ISBN 88-09-01268-2.
- Il paese mancato. Dal miracolo economico agli anni Ottanta, Roma, Donzelli, 2003, ISBN 88-7989-800-0. (Premio “lo straniero” e Premio Città di Palmi)
- Il dolore e l'esilio. L'Istria e le memorie divise d'Europa, Roma, Donzelli, 2005, ISBN 88-7989-926-0. (Premio “Letteratura della Resistenza” Città di Omegna)
- L'ombra della guerra. Il 1945, l'Italia, Roma, Donzelli, 2007, ISBN 978-88-6036-160-8. (Premio Biblioteche di Roma)
- Autobiografia di una repubblica. Le radici dell'Italia attuale, Roma, Donzelli, 2009, ISBN 978-88-6036-384-8; Milano, Feltrinelli, 2012. ISBN 978-88-07-72395-7.
- Il paese reale. Dall'assassinio di Moro all'Italia di oggi, Roma, Donzelli, 2012, ISBN 978-88-6036-732-7.
- Diario di un naufragio. Italia, 2003-2013, Roma, Donzelli, 2013, ISBN 978-88-6843-016-0.
- Storia della Repubblica. L'Italia dalla Liberazione ad oggi, Collana Saggi, Roma, Donzelli, 2016, ISBN 978-88-6843-431-1.
- G. Crainz-Carlo Fusaro, Aggiornare la Costituzione. Storia e ragioni di una riforma, Roma, Donzelli, 2016, ISBN 978-88-6843-527-1.
- Ombre d'Europa. Nazionalismi, memorie, usi politici della storia, Collana Saggine n. 373, Roma, Donzelli, 2022, ISBN 978-88-552-2408-6.

### Volumi collettanei
- Il sessantotto sequestrato. Cecoslovacchia, Polonia, Jugoslavia e dintorni, Roma, Donzelli, 2018, ISBN 978-88-6843-727-5.
- Calendario civile europeo. I nodi storici di una costruzione difficile, a cura di G. Crainz e Angelo Bolaffi, Roma, Donzelli, 2019, ISBN 978-88-684-3959-0.